# Березів (гміна)
Гміна Березів (пол. Gmina Brzozów) — місько-сільська гміна у східній Польщі. Належить до Березівського повіту Підкарпатського воєводства.
Станом на 31 грудня 2011 у гміні проживало 26675 осіб.

## Територія
Згідно з даними за 2007 рік площа гміни становила 103.18 км², у тому числі:
- орні землі: 67.00%
- ліси: 24.00%

Таким чином, площа гміни становить 19.09% площі повіту.

## Населені пункти
Березів, Гірки, Грабівниця Старженська, Гумниська, Змінниця, Пересітниця, Стара Весь, Тур'є Поле
Незаселені місцевості: Голашівка, Воля Горецька

## Населення
Станом на 31 грудня 2011:
| Опис     | Загалом | Загалом | Чоловіки | Чоловіки | Жінки | Жінки |
| -------- | ------- | ------- | -------- | -------- | ----- | ----- |
| одиниця  | осіб    | %       | осіб     | %        | осіб  | %     |
| все      | 26675   | 100     | 13112    | 49.15    | 13563 | 50.85 |
| міське   | 7633    | 100     | 3706     | 48.55    | 3927  | 51.45 |
| сільське | 19042   | 100     | 9406     | 49.40    | 9636  | 50.60 |

## Релігія
До виселення українців у 1945 році в СРСР та депортації в 1947 році в рамках акції Вісла у селах гміни були греко-католицькі церкви парафій

### Динівського деканату
- парафія Іздебки: Березів, Пересітниця, Стара Весь

### Сяніцького деканату
- парафія Ялин: Гірки, Грабівниця Старженська, Гумниська

## Сусідні гміни
Гміна Березів межує з такими гмінами: Гачув, Дидня, Домарадз, Заршин, Нозджець, Сянік, Ясениця-Росельна.